# Голухув (Великопольское воеводство)
Голухув — село в гмине Голухув, в Плешевском повяте, Великопольского воеводства Польши.
Расположено в 93 км от города Познань.
В селе расположен Голуховский замок 16 века, в котором выставлены собрания ориентального и античного искусства.

## Галерея

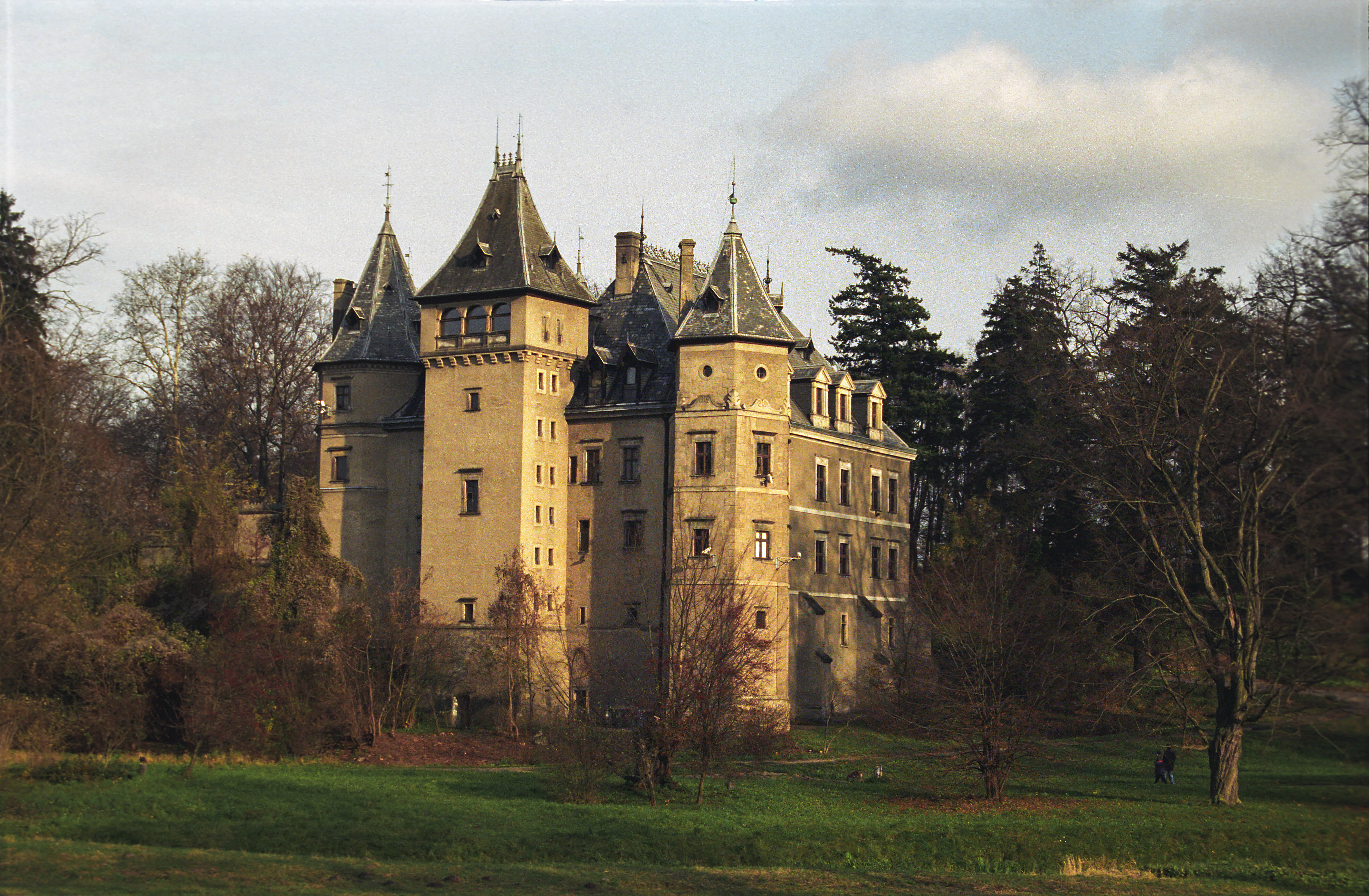
Голуховский замок
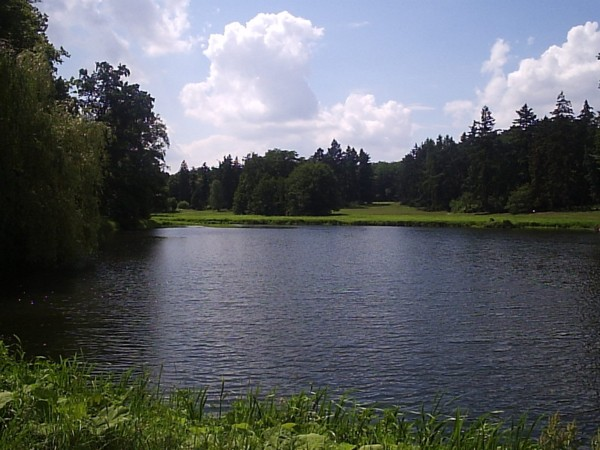
Парк у замка
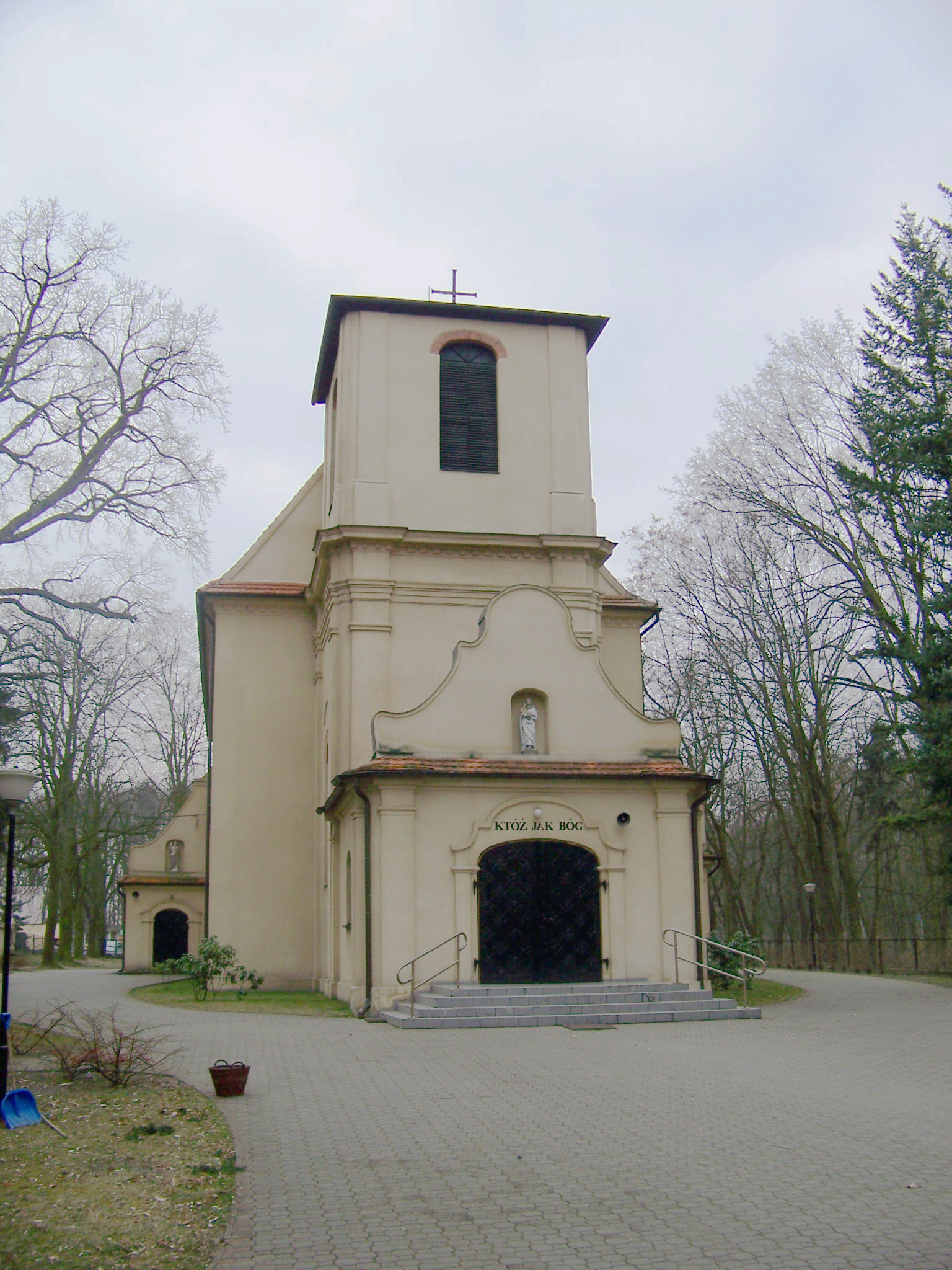
Костел 1618 года
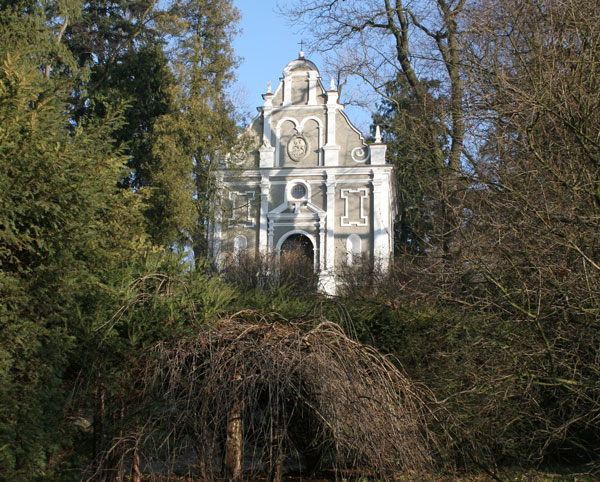
Склеп Елизаветы Дзялынской-Чарторыйской